# Томас Дрессер Вайт
Томас Дрессер Вайт (англ. Thomas Dresser White; 6 серпня 1901, Вокер, Міннесота — 22 грудня 1965, Вашингтон) — американський воєначальник, генерал Повітряних сил США (1953), 4-й начальник штабу (1957—1961), 4-й заступник начальника штабу Повітряних сил (1953-1957). Командувач 5-ї та 7-ї повітряних армій. Учасник Другої світової та Корейської війн.

## Біографія
Військова кар'єра
- 2 липня 1920 — другий лейтенант
- 24 серпня 1925 — перший лейтенант
- 1 серпня 1935 — капітан
- 1 липня 1940 — майор
- 15 липня 1941 — підполковник (тимчасове військове звання)
- 1 березня 1942 — полковник (тимчасове військове звання)
- 2 листопада 1942 — бригадний генерал (тимчасове військове звання)
- 2 липня 1943 — підполковник
- 6 липня 1946 — генерал-майор (тимчасове військове звання)
- 19 лютого 1948 — генерал-майор
- 28 липня 1951 — генерал-лейтенант
- 30 червня 1953 — генерал

Томас Дрессер Вайт народився 6 серпня 1901 року у Вокері, штат Міннесота. 2 липня 1920 року після закінчення Військової академії він отримав звання другого лейтенанта піхоти. Вступивши до Піхотної школи у Форт Беннінг, штат Джорджія, Вайт закінчив її в липні 1921 року і був призначений на службу до 14-го піхотного полку у Форт-Девіс, зона Панамського каналу.
У вересні 1924 року він вступив до початкової льотної школи в Брукс-Філд, штат Техас. У вересні 1925 року він закінчив Вищу льотну школу в Келлі-Філд, штат Техас і продовжив службу льотчиком в 99-ї ескадрильї спостережень у Боллінг-Філд, Вашингтон, округ Колумбія.
У червні 1927 року Вайт прибув до Пекіна для вивчення китайської мови. Чотири роки по тому він повернувся до Сполучених Штатів для виконання обов'язків у штаб-квартирі Повітряного корпусу Армії США у Вашингтоні.
У лютому 1934 рок Вайт був призначений помічником військового аташе з авіації в СРСР. Через рік він був призначений помічником військового аташе з авіації в Італії та Греції.
У травні 1938 року Вайт закінчив тактичну школу повітряного корпусу в Максвелл-Філді, штат Алабама. Потім він вступив до Командно-штабної школи у Форт Лівенворт, штат Канзас. Він був визнаний видатним випускником класу 1939 року і після завершення цього навчання отримав посаду в офісі начальника повітряного корпусу у Вашингтоні.
У квітні 1940 року Вайт став військовим аташе в Бразилії, а в серпні наступного року був призначений головою Військово-повітряної місії США в Бразилії.
В березні 1942 року, після повернення до США, Вайт був призначений помічником начальника штабу для операцій 3-ї повітряної армії у МакДілл-Філд, Тампа, Флорида, а згодом — начальником штабу цієї армії. У січні 1944 року він був перепризначений до штабу ПС і став помічником начальника штабу авіації з розвідки.
У вересні 1944 року відряджений у південно-західну частину Тихого океану, де Вайт прийняв обов'язки заступника командувача 13-ї повітряної армії, залучався до планування і проведення кампаній на Новій Гвінеї, Південних Філіппінах і на Борнео. Наступного червня він прийняв командування 7-ї повітряної армії на Маріанських островах і негайно передислокувався з нею на Окінаву.
У січні 1946 року він повернувся з 7-ю армією на Гаваї. У жовтні він був призначений начальником штабу Тихоокеанського повітряного командування в Токіо. У жовтні 1947 року Вайт прийняв командування 5-ї повітряної армії в Японії.
У жовтні 1948 року Вайт був переведений до секретаріату Повітряних сил на посаду директора правового та зв'язку департаменту. У травні 1950 року він став членом Об'єднаного комітету стратегічних розвідок Управління Об'єднаного комітету начальників штабів. У лютому 1951 року він був призначений директором планування у штабі ПС США, а в липні 1951 року обійняв обов'язки заступника начальника оперативного штабу ПС.
30 червня 1953 року Вайт отримав звання генерала і призначений на той час заступником начальника штабу ПС США. 1 липня 1957 року став на посаду начальника штабу ПС Сполучених Штатів.
30 червня 1961 року генерал Томас Вайт у відставці.